# Выборы в Законодательное собрание Калужской области (2015)
Выборы депутатов Законодательного собрания Калужской области шестого созыва состоялись в Калужской области 13 сентября 2015 года в единый день голосования одновременно с выборами губернатора области.
Выборы прошли по смешанной избирательной системе: из 40 депутатов 20 были избраны по партийным спискам (пропорциональная система), другие 20 — по одномандатным округам (мажоритарная система). Для попадания в думу по пропорциональной системе партиям необходимо было преодолеть 5%-й барьер.

## Ключевые даты
- 20 мая 2015 года Избирательная комиссия Калужской области утвердила календарный план мероприятий по подготовке и проведению выборов.[1]
- 14 июня Законодательное собрание Калужской области назначило выборы на 13 сентября 2015 года (единый день голосования).[2]
  - 17 июня постановление о назначении выборов было опубликовано в СМИ.
- с 24 июня по 17 июля — период выдвижения партийных списков и кандидатов по одномандатным округам от партий.[1]
- с 29 июня — период самовыдвижения кандидатов.[1]
  - агитационный период начинается со дня выдвижения и заканчивается и прекращается за одни сутки до дня голосования.[1]
- по 31 июля — период представления документов для регистрации кандидатов и списков.[1]
- с 15 августа по 11 сентября — период агитации в СМИ.[1]
- 12 сентября — день тишины.[1]
- 13 сентября — день голосования.

## Участники
5 политических партий получили право быть допущенными к выборам без сбора подписей избирателей:
- Единая Россия
- Коммунистическая партия Российской Федерации
- ЛДПР — Либерально-демократическая партия России
- Справедливая Россия
- Яблоко

### Выборы по партийным спискам
По единому округу партии выдвигали списки кандидатов. Для регистрации выдвигаемого списка партиям требовалось собрать 0,5 % подписей от числа избирателей.
| 1 | Единая Россия                                                    | Анатолий Артамонов • Татьяна Баталова • Елена Лошакова             | 20 | 82 | зарегистрирован |
| 2 | Демократическая партия России                                    | Тимур Богданов • Валерий Никитин • Денис Дёмин                     | 13 | 55 | зарегистрирован |
| 3 | ЛДПР                                                             | Владимир Жириновский • Вадим Деньгин                               | 20 | 92 | зарегистрирован |
| 4 | Правое дело                                                      | Инна Евсина • Андрей Родин • Тимур Сысоев                          | 11 | 53 | зарегистрирован |
| 5 | Коммунистическая партия Коммунисты России                        | Антон Тарасенко • Александр Подзоров • Александр Муратов           | 20 | 81 | зарегистрирован |
| 6 | Справедливая Россия                                              | Сергей Миронов • Елена Драпеко • Александр Бычков                  | 17 | 74 | зарегистрирован |
| 7 | Патриоты России                                                  | Сергей Маховиков • Евгений Невежин • Александр Савин               | 20 | 87 | зарегистрирован |
| 8 | КПРФ                                                             | Николай Бутрин • Николай Яшкин • Анатолий Галич                    | 20 | 97 | зарегистрирован |
| 9 | Яблоко                                                           | Алексей Колесников • Антон Сухов • Елена Парамонова                | 13 | 67 | зарегистрирован |
| 10 | КПСС                                                             | Андрей Брежнев • Павел Сузик • Владимир Юрцев                      | 13 | 52 | зарегистрирован |
| — | Республиканская партия России — Партия народной свободы          | Андрей Заякин • Алексей Дуленков                                   | 15 | 77 | |
| — | Гражданская инициатива                                           | Андрей Нечаев                                                      | 16 | 47 | отказано в регистрации (выявлено более 10 % недействительных подписей)                                             |
| — | Российская экологическая партия «Зелёные»                        | Сергей Панфилов • Евгений Харманский • Анастасия Грызунова         | 20 | 83 | отказано в регистрации (выявлено более 10 % недействительных подписей)                                             |
| — | Народ против коррупции                                           | Оксана Анисимова • Юрий Корольков • Алексей Ковалевский            | 12 | 51 | |
| — | Народный альянс                                                  | Вадим Петриенко • Дмитрий Исаев • Виктор Попков • Екатерина Вайзян | 12 | 51 | |
| — | Родина                                                           | Виктор Иськов • Елена Соколова • Вадим Данильчук                   | 16 | 52 | отказано в регистрации (не представлены документы для регистрации и выявлено более 10 % недействительных подписей) |
| — | Партия возрождения России                                        | Сергей Яшин • Юрий Рябовол • Алёна Мацюк                           | 11 | 46 | отказано в регистрации (не представлены документы для регистрации и выявлено более 10 % недействительных подписей) |
| — | Добрых дел, защиты детей, женщин, свободы, природы и пенсионеров | Юрий Соловкин • Андрей Кириллов • Сергей Устинов                   | 14 | 67 | отказано в регистрации (не представлены документы для регистрации)                                                 |
| *Региональная группа соответствует одному одномандатному округу и должна включать от 4 до 6 кандидатов. Региональных групп должно быть от 10 до 20. |                                                                  |                                                                    |    |    | |
| **Без учёта выбывших кандидатов. Общее число кандидатов должно быть не более 123 человек.                                                           |                                                                  |                                                                    |    |    | |

### Выборы по округам
По 20 одномандатным округам кандидаты выдвигались как партиями, так и путём самовыдвижения. Кандидатам требовалось собрать 3 % подписей от числа избирателей соответствующего одномандатного округа.
| Партия | Партия                                                           | Кандидатов | Кандидатов       |
| Партия | Партия                                                           | Выдвинуто  | Зарегистрировано |
| ------ | ---------------------------------------------------------------- | ---------- | ---------------- |
|        | Гражданская инициатива                                           | 1          | 0                |
|        | Единая Россия                                                    | 20         | 18               |
|        | Добрых дел, защиты детей, женщин, свободы, природы и пенсионеров | 4          | 0                |
|        | Зелёные                                                          | 1          | 0                |
|        | КПРФ                                                             | 18         | 15               |
|        | КПСС                                                             | 1          | 1                |
|        | ЛДПР                                                             | 16         | 16               |
|        | Народ против коррупции                                           | 1          | 0                |
|        | Республиканская партия России — Партия народной свободы          | 3          | 0                |
|        | Родина                                                           | 13         | 0                |
|        | Справедливая Россия                                              | 20         | 17               |
|        | Яблоко                                                           | 15         | 15               |
|        | Самовыдвижение                                                   | 14         | 2                |
| Всего  | Всего                                                            | 127        | 83               |

## Результаты
| Партия                     | Партия                        | по единому округу | по единому округу | по единому округу | по одно- мандатным округам | всего         | всего  |
| Партия                     | Партия                        | Голоса            | %                 | Получено мест     | Получено мест              | Получено мест | %      |
| -------------------------- | ----------------------------- | ----------------- | ----------------- | ----------------- | -------------------------- | ------------- | ------ |
|                            | «Единая Россия»               | 164 835           | 56,99 %           | 14                | 17                         | 31            | 77,5 % |
|                            | ЛДПР                          | 30 367            | 10,50 %           | 2                 | 0                          | 2             | 5,0 %  |
|                            | КПРФ                          | 28 313            | 9,79 %            | 2                 | 2                          | 4             | 10,0 % |
|                            | «Справедливая Россия»         | 22 219            | 7,68 %            | 2                 | 0                          | 2             | 5,0 %  |
|                            |                               |                   |                   |                   |                            |               |        |
|                            | «Коммунисты России»           | 10 123            | 3,50 %            | 0                 |                            | 0             | 0 %    |
|                            | «Патриоты России»             | 5730              | 1,98 %            | 0                 | 0                          | 0 %           |        |
|                            | «Яблоко»                      | 4642              | 1,61 %            | 0                 | 0                          | 0             | 0 %    |
|                            | КПСС                          | 3818              | 1,32 %            | 0                 | 0                          | 0             | 0 %    |
|                            | «Правое дело»                 | 3570              | 1,23 %            | 0                 |                            | 0             | 0 %    |
|                            | Демократическая партия России | 1913              | 0,66 %            | 0                 | 0                          | 0 %           |        |
|                            | Самовыдвижение                |                   |                   |                   | 1                          | 1             | 2,5 %  |
| Действительные бюллетени   | Действительные бюллетени      | 275 530           | 95,27 %           | —                 | —                          | —             | —      |
| Недействительные бюллетени | Недействительные бюллетени    | 13 685            | 4,73 %            | —                 | —                          | —             | —      |
| Всего                      | Всего                         | 289 215           | 100 %             | 20                | 20                         | 40            | 100 %  |
|                            |                               |                   |                   |                   |                            |               |        |
| Явка                       | Явка                          | 289 215           | 35,98 %           |                   |                            |               |        |
| Общее число избирателей    | Общее число избирателей       | 803 764           | 100 %             |                   |                            |               |        |